# Dariq Whitehead
Dariq Miller-Whitehead (ur. 1 sierpnia 2004 w Newark) – amerykański koszykarz występujący na pozycji niskiego skrzydłowego, obecnie zawodnik Brooklyn Nets.
W 2022 został wybrany najlepszym koszykarzem szkół średnich w kraju (Mr. Basketball USA, Naismith Prep Player of the Year, Sports Illustrated's 2022 All-American Player of the Year). Wystąpił też w meczach gwiazd szkół średnich – Jordan Brand Classic, Nike Hoop Summit i McDonald’s All-American. W tym ostatnim został wybrany MVP.
Jego brat Tahir jest linebackerem w NFL.

## Osiągnięcia
Stan na 5 grudnia 2023, na podstawie, o ile nie zaznaczono inaczej.
NCAA
- Uczestnik rozgrywek turnieju NCAA (2023)
- Mistrz turnieju konferencji Atlantic Coast (2023)